# مسجد ابن عباس (موريتانيا)
مسجد ابن عباس، هو مسجد تاريخي يقع في مدينة نواكشوط عاصمة موريتانيا في إفريقيا.
يعتبر مسجد ابن عباس من أقدم المساجد في العاصمة نواكشوط، تأسس عام 1963.